# 大阪市立香簑小学校
大阪市立香簑小学校（おおさかしりつ かみのしょうがっこう）は、大阪府大阪市西淀川区にある公立小学校。

## 沿革
明治時代初期の学制発布に伴い、1874年に西成郡野里村（現在の西淀川区野里付近）に設置された西成郡第五区六番小学校（野里小学校）が設置された。その後御幣島村（現在の西淀川区御幣島付近）の田簑小学校と合併し、香簑小学校（のち香簑尋常高等小学校）と称するようになった。香簑小学校は御幣島村に校舎を設置した。
野里村・御幣島村および加島村（現在の淀川区加島付近）の3村は町村制実施により合併し、西成郡歌島村となった。
1889年には西成郡歌島村大字御幣島中ノ橋の現在地に校舎を移転している。
1920年には野里分教場が西成郡香簔第二尋常小学校（現在の大阪市立野里小学校）として独立開校した。これに伴い、従来の香簑尋常高等小学校は西成郡香簑第一尋常高等小学校と改称した。1925年には大阪市の第二次市域拡張によって歌島村が大阪市に編入されたことに伴い、大阪市立となっている。
1928年には加島町に加島分校を開設した。加島分校は1937年、大阪市加島尋常小学校（現在の大阪市立加島小学校）として独立開校している。
1941年には国民学校令により大阪市香簑国民学校に改称した。太平洋戦争の影響で、大阪市の国民学校児童は1944年以降学童疎開を実施することになった。縁故疎開できない児童については学校から集団疎開を実施することになり、香簑国民学校の児童は香川県木田郡牟礼村（現在の高松市）および庵治村（現在の庵治町）への学童集団疎開を実施している。
1947年には学制改革により、大阪市立香簑小学校に改称した。
2000年代に入って児童数の増加傾向とそれに伴う学校規模の過大化・教室不足がみられるようになった。プレハブ校舎の増設などをおこなったが、31学級以上の過大な学校規模になる見込みとなったため、2008年に大阪市立御幣島小学校を同校から分離開校させた。御幣島小学校の開校に伴い、御幣島1丁目全域、および御幣島2・3・4丁目のそれぞれ一部地域が、香簑小学校校区から御幣島小学校校区へと変更されている。

### 年表
- 1874年 - 西成郡第五区六番小学校として、当時の西成郡野里村に創立。
- 1885年 - 近隣校の合併で西成郡香簑小学校となる。
- 1889年 - 現在地に移転。
- 1919年 - 高等科を併設。西成郡香簑尋常高等小学校と改称。
- 1920年 - 西成郡香簑第一尋常高等小学校と改称。
- 1925年4月1日 - 大阪市への編入に伴い、大阪市香簑第一尋常高等小学校と改称。
- 1929年4月1日 - 加島分校を開設。
- 1934年9月21日 - 室戸台風で被災し、校舎が倒壊。
- 1937年4月1日 - 加島分校が大阪市加島尋常小学校）として独立開校。
- 1941年4月1日  - 国民学校令により大阪市香簑国民学校と改称。
- 1944年 - 香川県に学童集団疎開。
- 1947年4月1日 - 学制改革により大阪市立香簑小学校と改称。
- 1950年9月3日 - ジェーン台風で被災し、校舎が一部損壊。
- 2005年 - 児童数増加による教室不足への対策として、プレハブ校舎を増築。
- 2008年4月1日 - 大阪市立御幣島小学校を分離開校。

## 通学区域
- 大阪市西淀川区 御幣島2丁目（一部）・3丁目（一部）・4丁目（一部）・御幣島5-6丁目（全域）、竹島1-5丁目（全域）

卒業生は基本的に大阪市立歌島中学校に進学する。

## 交通
- JR東西線 御幣島駅 北へ約1.1km。
- JR東西線 加島駅 南へ約1km。
- 大阪シティバス 御幣島住宅前バス停 西へ約200m。